# Drága örökösök – A visszatérés
A Drága örökösök – A visszatérés 2022 és 2024 között vetített magyar vígjátéksorozat, amit Hámori Barbara alkotott. A 2019-2020 között futott Drága örökösök folytatása. A főbb szerepekben Lengyel Ferenc, Járó Zsuzsa, Mohai Tamás, Csarnóy Zsuzsanna és Horváth Sisa Anna látható.
A sorozatot 2022. december 27-én mutatta be az RTL.
2023 márciusában berendelték a második évadot. 2024. március 16-án Kolosi Péter bejelentette, hogy két évad után véget ér a sorozat.

## Cselekmény
2022 telén járunk, két évvel az eredeti sorozat vége után. A Szappanos család tagjai tovább élik az életüket: Tibi önvezető Teslával taxizik Budapesten, Mónika folytatja előkelő életét Lenkeháza polgármestereként, Kata háziorvos Ökörapátiban, Tamás ígéretéhez híven műkincsekkel foglalkozik (habár jobbára silány hamisítványokkal, amiket Krisztián készít el), Kristóf újra szerencsejátékfüggő lett, Vali pedig elhagyta Tibit, mert ő, ígérete ellenére, nem adott neki az örökségből, hogy megnyithassa a cukrászdáját, ezért Vali Zizi mamához költözött. 
Az eltelt időben Ökörapáti teljesen megváltozott; a Szappanosok befektettek a faluba, ami sokat fejlődött. Lett rendőrség, orvosi rendelő, masszázsszalon, horgászbolt, külön épületbe költözött a polgármesteri hivatal, renoválták a panziót, valamint Attila gyorsétterme, a Krumpli and More is nyitott egy üzletet. 
Egy nap megjelenik a szerb titkosszolgálat a faluban, Kálmán és Zsuzsa pedig ezt követően eltűnnek. Marosi ügyvédnő ismét Ökörapátiba hívja az örökösöket, ahol további furcsaságok derülnek ki: Kálmánék eltűnése előtt egy nappal Szláven is elhagyta a falut, miután felmondott a postán, továbbá Kristófot is letartóztatják, mert kétes üzelmekbe keveredett. Ismét egy videóüzenet kerül lejátszásra: Kálmán azért tűnt el, mert a szerbek 17 műkincset keresnek még rajta, amik nagy értéket képviselnek. Egy évet hagytak neki arra, hogy előteremtse azok ellenértékét, ami megközelítőleg 650 millió forint. Választás elé állítja rokonait: vagy kifizetik abból a pénzből, ami jutott nekik, vagy felajánlják a szerbeknek Stanislav király koronáját, mely egy rendkívül értékes műtárgy, és nemcsak az adósságot lehetne belőle törleszteni, de gazdagon jutna belőle a megtalálónak is. Már csak egy gond van: a műkincset Jolika, Kálmán kérésére, gondosan elrejtette, csakhogy ő az előző évben meghalt, és a rejtekhely hollétét magával vitte a sírba. Mindössze egy versike maradt utána, amely rejtjelesen fogalmazza meg, hogy hol érdemes keresni:
|  | „Tág pinceként ki van öblözve a fal, erős vasrács az ajtó, nagy lakattal. Temérdek kincs, medence, kádak, gyémánt s arannyal színig töltve állnak. ” |
|  | |

Az Örökösök próbálják vagyonukból összeszedni a pénzt, de kiderül, hogy Mónikának és Tibinek már nincs pénze, Tamás és Attila öröksége pedig be van fektetve a műkincsekbe, illetve a gyorsétteremláncba. Csak Kata, valamint Józsi tudnának azonnal pénzt adni, de ők is csak 75 millió forintot tudnak felajánlani összesen. Így a család célja a korona mielőbbi megtalálása.

## Szereplők

### Főszereplők
| Karakter                              | Színész               | Megjegyzés | Évad |
| ------------------------------------- | --------------------- | --- | ---- |
| Szappanos Kálmán                      | Koltai Róbert         | Vidéki nagyapa, korábban Közép-Európa egyik legnagyobb ortodox műkincsgyűjtője, Zsuzsanna férje, Tibor, Kristóf, és Attila édesapja, Mónika nevelőapja, Kata, Stefi és Józsi nagyapja. A szerb titkosszolgálat fogságában van. | 1–2. |
| Szappanos Mónika / Mónika Šipšić      | Járó Zsuzsa           | Tibor és Kristóf féltestvére, Zsuzsanna és Goran lánya, Kálmán nevelt lánya, Tamás édesanyja, Bogdan unokatestvére Nándor volt felesége, Józsi volt barátnője, egykori titkosügynök, majd ingatlanügynök, az Ökörapáti Panzió és a kisbolt társtulajdonosa, Lenkeháza polgármestere. | 1–2. |
| Kasztner Tamás "Tomika"               | Mohai Tamás           | Zsuzsanna és Goran unokája, Mónika és Nándor fia, Kata és Stefi unokatestvére, Tamara volt párja, otthonülő naplopó, majd műkincskereskedő. | 1–2. |
| Szappanos Tibor "Tibi"                | Lengyel Ferenc        | Kálmán és Zsuzsanna fia, Kristóf bátyja, Mónika és Attila féltestvére, Vali férje, Kata és Stefi édesapja, foglalkozása szerint, és a sorozat legelején taxisofőr, a sorozat idején munkanélküli. | 1–2. |
| Dr. Szappanos Katalin "Kata"          | Horváth Sisa Anna     | Kálmán, Zsuzsanna és Zizi mama unokája, Tibi és Vali lánya, Stefi féltestvére, Tamás és Józsi unokatestvére, Robi volt párja, Dani felesége, sebészorvos. Az Ökörapáti orvosi rendelőben dolgozik. | 1–2. |
| Szappanosné Kántor Valéria "Vali"     | Csarnóy Zsuzsanna     | Tibor felesége, Kata édesanyja, Zizi mama lánya, Kálmán és Zsuzsanna menye, cukrász. Saját cukrászdája van Ökörapátiban. | 1–2. |
| Varga Anikó                           | Fekete Linda          | Tibi egykori szeretője, Stefi és Panni édesanyja, Sándor felesége, kocsmáros. | 1–2. |
| Gál Mihályné Huszár Zsóka             | Kocsis Judit          | Mihály felesége, Dani édesanyja, a helyi posta vezetője. | 1–2. |
| Gál Mihály "Misi"                     | Bede-Fazekas Szabolcs | Zsóka férje, Dani édesapja, Sándor legjobb barátja, főerdész. | 1–2. |
| Palágyi Sándor "Sanyi"                | Hajdu Steve           | Dia, Lali és Panni édesapja, Anikó férje, Mihály legjobb barátja, katasztrófavédelmis. | 1–2. |
| Csalinka László "Csali"               | Mészáros Máté         | Törzsvendég Anikó kocsmájában. Templomszolgaként dolgozik Kárásziban. Terike udvarlója lesz. | 1–2. |
| Huzalics Béla "Huzal"                 | Magyar Attila         | Törzsvendég Anikó kocsmájában, később az Ökörapáti Panzió munkatársa. | 1–2. |
| Janicsek Zsolt "Zsoca"                | Szentiványi Zsolt     | Törzsvendég Anikó kocsmájában. Erzsike özvegye, majd Irina udvarlója. | 1–2. |
| Subicz János                          | Németh Kristóf        | Ökörapáti polgármestere, Sándor barátja Kárásziból, az Ökörapáti Panzió és a kisbolt társtulajdonosa, egykori ügyvéd. Szilvike vőlegénye. | 1–2. |
| Tóth Jánosné Icuka                    | Csonka Ibolya         | A panzió rendszeresen panaszkodó takarító- és szakácsnője, majd “kisfőnök”. | 1–2. |
| Varga Vilmos                          | Katona László         | Az Ökörapáti Panzió igazgatója, egykori minőségellenőr, profi karatemester. | 1–2. |
| Szása Lukić "Dándi"                   | Ganxsta Zolee         | Nemzetközi szuperkém, Goran megbízásából Dándi álnéven vadőrnek adja ki magát Ökörapátiban. | 1–2. |
| Goran Šipšić                          | Kovács Frigyes        | Szerb bűnöző, Kálmán korábbi legjobb barátja, majd legnagyobb ellenlábasa, műkincsgyűjtő, egykori szerb katonatiszt, Zsuzsanna volt szeretője, Bogdan nagybátyja, Mónika édesapja, Tamás nagyapja. | 1–2. |
| Bogdan Draković                       | Mészáros András       | Goran unokaöccse, Mónika unokatestvére, szerb bűnöző, a Sárkányok nevű bűnszervezet vezetője, Szláven és Kálmán ellensége. | 1–2. |
| Édes Anna “Nusika”                    | Hernádi Judit         | Házvezetőnő a Szappanos házban, majd Zizi mama lakásán. | 1–2. |
| Szappanosné Szabó Zsuzsanna           | Vándor Éva            | Kálmán felesége, Goran volt szeretője, Tibor, Mónika és Kristóf édesanyja, Kata, Stefi és Tamás nagyanyja, korábbi apáca. | 1–2. |
| Dr. Marosi Gitta                      | Benkő Nóra            | Budapesti ügyvédnő, Kálmán ügyvédje, a Szappanos család segítője, Benedek alezredes szeretője. | 1–2. |
| Horváth Attila                        | Haagen Imre           | Ökörapáti és Lenkeháza korábbi polgármestere, Ibolya férje, Józsi édesapja, Kálmán házasságon kívül született fia. Sokáig a Krumpli and More üzletlánc tulajdonosa. | 1–2. |
| Gál Dániel "Dani"                     | Mohácsi Norbert       | Mihály és Zsóka fia, Stefi volt párja, Kata férje, az Ökörapáti Lovarda tulajdonosa, majd a Kárászi Lovarda alkalmazottja. | 1–2. |
| Varga Stefánia "Stefi"                | Kiss Anna Laura       | Kálmán és Zsuzsanna unokája, Tibor és Anikó lánya, Kata és Panni féltestvére, Tamás és Józsi unokatestvére, Dani, Lali és Márk volt párja, korábban kocsmáros, majd taxisofőr, egy ideig Mónika titkárnője, majd egy rövid időre ápoló a Kárászi Kórházban. Először Bogdan, majd Goran csapatának a tagja. Betegesen szerelmes Daniba. Egy ideig Zénóval jár, a sorozat végén kiköltözik Dániába. | 1–2. |
| Horváth József "Józsi"                | Varga Balázs          | Gáspár és Babika, valamint Kálmán unokája, Attila és Ibolya fia, Dia és Mónika volt párja, Dzseni férje, korábban lovász. Saját horgászboltja van Ökörapátiban, majd végül a Krumpli and More gyorsétteremlánc tulajdonosa. | 1–2. |
| Endrődi Krisztián                     | Szabó Simon           | Anikó volt párja, korábban az Ökörapáti Panzió boyszolgálatának tagja, régebben drog- és alkoholfüggő. Tamással dolgozik együtt a műkincsbizniszben. | 1–2. |
| Török Zénó                            | Dóra Béla             | Korábbi makkosszállási rendőrök, majd az Ökörapáti-Lenkeháza rendőrörs emberei. | 1–2. |
| Répás Imre „Imi”                      | Konfár Erik           | Korábbi makkosszállási rendőrök, majd az Ökörapáti-Lenkeháza rendőrörs emberei. | 1–2. |
| Kasztner Nándor "Nándi"               | Király Attila         | Tamás édesapja, Mónika volt férje, Andrea állítólagos férje, ügynök a belső elhárításnál. | 1–2. |
| Kántorné Verebes Izabella „Zizi mama” | Molnár Piroska        | Vali édesanyja, Tibi anyósa, Kata nagyanyja. Nagyon nem kedveli Tibit. | 1–2. |
| Hamu Margit néni                      | Fekete Györgyi        | Falubeli, pletykás idős asszonyok. | 1–2. |
| Horváthné Eteleki Lujza néni          | Bessenyei Emma        | Falubeli, pletykás idős asszonyok. | 1–2. |
| Sztojka Dzsenifer "Dzsenni"           | Háda Fruzsina         | Dodi bácsi lánya, Renátó, Ármándó és Grófó testvére, Subicz asszisztense a polgármesteri hivatalban. Józsi menyasszonya, majd felesége. | 1–2. |
| Sztojka Rómeó "Renátó"                | Pápai Rómeó           | Dodi bácsi fia, Ármándó, Grófó és Dzsenifer öccse, régebben lovász, korábban egy rövid ideig Olga férje. A Krumpli and More gyorsétteremlánc Ökörapáti melletti üzletében dolgozik. | 1–2. |
| Sztojka Ármándó                       | Csányi Dávid          | Dodi bácsi fiai, Renátó és Dzsenifer testvérei, korábban lovászok. A Krumpli and More gyorsétteremlánc Ökörapáti melletti üzletében dolgoznak. | 1–2. |
| Sztojka Grófó                         | Rácz László           | Dodi bácsi fiai, Renátó és Dzsenifer testvérei, korábban lovászok. A Krumpli and More gyorsétteremlánc Ökörapáti melletti üzletében dolgoznak. | 1–2. |
| Pusztai Rezső                         | Végh Péter            | A Katasztrófavédelem osztályvezetője, Sándor főnöke. Három legnagyobb szenvedélye a golf, a vadászat és a pálinka/whisky, utóbbiak miatt nehezen beszámítható személy. | 1–2. |
| Bagdi Etelka „Babika”                 | Borbás Gabi           | Gáspár volt felesége, Józsi nagyanyja, Ibolya édesanyja. Asszisztens az Ökörapáti orvosi rendelőben. | 1–2. |
| Terike                                | Csombor Teréz         | Falubeli, rendszeresen hangosan, jellegzetes tájszólással beszélő asszony, Zeusz özvegye. | 1–2. |
| Dr. Urbán Gergely                     | Józan László          | Háziorvos az Ökörapáti rendelőben. Csomós doktornő rezidense. | 1–2. |
| Galánd Szilvia "Szilvike"             | Balázs Andrea         | Új postás Ökörapátiban, van egy lánya, Zoé. Subicz János menyasszonya. | 1–2. |
| Babett                                | Szőts Orsolya         | Az ökörapáti kisbolt eladója, később Szamóca párja. | 1–2. |
| Szamóca                               | Endrődy Krisztián     | Törzsvendég Anikó kocsmájában. Az ökörapáti kisbolt eladója. Babett párja. | 1–2. |

### Mellékszereplők
| Karakter                                            | Színész             | Megjegyzés | Évad |
| --------------------------------------------------- | ------------------- | --- | ---- |
| Szappanos Kristóf                                   | Kovács Lehel        | Kálmán és Zsuzsanna kisebbik fia, Tibi öccse, Mónika és Attila féltestvére, Panna volt férje, Szofi édesapja, Laura vőlegénye, súlyos szerencsejáték-függő. Sikkasztás vádjával letartóztatásba kerül. Tomika és Laura segítségével kikerül a börtönből. | 1–2. |
| Dorothy Walters / Sylvia Duncan / Galambos Dorottya | Sajgál Erika        | Goran korábbi személyi asszisztense, aki több hamis személyazonossággal is rendelkezik. Szerelmes Goranba, mégis többször keresztbe tesz neki. | 1–2. |
| Máté István atya                                    | Dóczy Péter         | Katolikus pap, a kárászi templom plébánosa, Kálmán és Zsuzsanna barátja és bizalmasa. | 1–2. |
| Dr. Kékesi Laura                                    | Márkus Luca         | Ügyvéd, társtulajdonos Dr. Marosi Gitta irodájában, Kristóf menyasszonya. | 1–2. |
| Irina Gajić                                         | Papadimitriu Athina | Olga édesanyja, Szláven volt anyósa, Marlenka nagyanyja és nevelőanyja. Zsoca párja. | 1–2. |
| Marlenka Zitković                                   | Molnár Maja         | Szláven és Olga 16 éves lánya, Irina unokája. | 1–2. |
| Boglárka                                            | Murányi Tünde       | Falubeli asszony, masszőr, Benedek özvegye. | 1–2. |
| Andrea                                              | Bartha Alexandra    | Nándi állítólagos felesége és étteremvezető, valójában kém, Nándi embere. | 1–2. |
| Sztojka József „Dodi bácsi”                         | Nyári Oszkár        | Renátó, Ármándó, Grófó és Dzsenifer édesapja. Putyili nagybátyja. | 1–2. |
| Milan Gajič                                         | Gere Dénes          | Korábban Sárkányok nevű bűnszervezet tagja, Bogdan és Goran embere. | 1–2  |
| Benedek Márton                                      | Karácsonyi Zoltán   | A Budapesti Rendőr-főkapitányság alezredese, valamint Ökörapáti és környékéért felelős államtitkár, Dr. Marosi Gitta szeretője, Kaszó Kitty férje. | 1–2. |
| Olga Balentović                                     | Mészáros Piroska    | Szláven volt felesége, Marlenka édesanyja, Irina lánya, majd Tomas párja. Műkincstolvaj, korábban 11 évet töltött börtönben. Tomassal élt Németországban, majd visszaköltözött Ökörapátiba.                                                              | 1–2. |
| Mahics Igor                                         | Sarádi Zsolt        | A Sárkányok Fiai szervezet volt vezetője, orosz származású, Zukai Gábor bűntársa. A robbantásban meghalt. | 1.   |
| Zukai Gábor                                         | Gosztonyi Csaba     | Mihály erdész kollégája-riválisa, Mahics Igor bűntársa. Majd Goran és Bogdán embere. | 1–2. |
| Dr. Csomós Andrea                                   | Ullmann Mónika      | Egykori főorvosnő a budapesti Szent Klára Kórházban. Jelenleg a kárászi kórház főorvosa. Kata rosszakarója. | 1–2. |
| Klárika                                             | Madarász Éva        | Pusztai Rezső asszisztense. | 1–2. |
| Sztojka Putyili                                     | Kovács Mátyás       | Dodi bácsi félnótás unokaöccse, az Ökörapáti Panzió, és egy ideig a Szappanos család alkalmazottja. Renató, Dzseni, Ármándó és Grófó unokatestvére. | 1–2. |
| Szekeres Péter “Kék Leopárd”                        | Kertész Péter       | Műkincs szakértő. Kálmán és Jolika ismerőse. | 1–2. |
| Kovács Ibolya                                       | Xantus Barbara      | Gáspár és Babika lánya, Attila volt felesége, Józsi édesanyja, korábban drogcsempészés miatt egy Thaiföldi börtönben 20 évig ült. Egy ideig Ökörapátiban élt, majd visszaköltözött Thaiföldre, ahol új életet kezdett. Somboon herceg menyasszonya.      | 1.   |
| Kovács Gáspár Géza „Gazsi”                          | Borbiczki Ferenc    | Nyugalmazott ezredes, Babika volt férje, Józsi anyai ágú nagyapja, Ibolya édesapja. Pókerfüggő. | 1.   |
| Dragan Drakunovics                                  | Czukor Balázs       | A Sárkányok nevű bűnszervezet tagja volt. Bogdan egykori embere. Kristóf cellatársa, később Dorothy embere. Meghal a robbantásban. | 1.   |
| A Kopaszok                                          | Zöld Csaba          | Szerb bűnözők, Szláven régi háborús harcostársai. Sokat segítettek Szlávennek és Jolikának. Urbán Gergely behajtói. A faluban többször okoznak fennforgást, majd Mahicsékkal szövetkeznek. Egyikük meghal a robbantásban.                                | 1.   |
| A Kopaszok                                          | Urmai Gábor         | Szerb bűnözők, Szláven régi háborús harcostársai. Sokat segítettek Szlávennek és Jolikának. Urbán Gergely behajtói. A faluban többször okoznak fennforgást, majd Mahicsékkal szövetkeznek. Egyikük meghal a robbantásban.                                | 1–2. |
| Závorszky Petrina                                   | Kakasy Dóra         | Goran embere, aki NAV ellenőrnek adja ki magát a korona megszerzése érdekében. Később Mónika asszisztense. | 1–2. |
| Palágyi Panni                                       | Uhrin Mila Borka    | Sándor és Anikó lánya. Dia, Lali és Stefi féltestvére. | 1–2. |
| Kaszó Kitty                                         | Balogh Anna         | Európai parlamenti képviselő, Benedek alezredes felesége, aki a férjéhez hasonlóan szintén titkos szerelmi életet él. | 1–2. |
| Tomaš                                               | Szarvas Attila      | A Sárkányok Fiai szervezet tagjai, Bogdan egykori embere. Olga barátja. | 2.   |
| Balogh Jolán „Jolika” "Mamszi"                      | Martin Márta        | Kálmán bizalmasa, javasasszony, Szláven korábbi szállásadója, Tamás és Tamara gyermekkori nevelője. Mindenki úgy tudja, hogy halott, majd néhány ember előtt fény derül a titkára.                                                                       | 2.   |
| Pintér Márk                                         | Kékesi Gábor        | Budapesti rendőr, Imi és Zénó volt kollégája. Beépül Goranék bandájába, egy ideig Stefi párja. | 2.   |

### Epizódszereplők
- Adányi Alex – Horváth Leó
- Alberti Zsófia – virágos kofa
- Bács Péter – Palágyi Lajos
- Balogh Gusztáv – énekes
- Balogh János – harmonikás
- Balogh Orsolya – panaszos vendég
- Barta Péter – mentős
- Bíró Dominik – civil ruhás rendőr
- Bolvári Zsófia – Marlenka barátnője
- Borbáth Ottília – vendég nő
- Branimir Gyorgyev – szerb fogvatartó
- Darvasi Áron – szerencsejáték függő
- David Jengibarjan – tangóharmónikás
- Dénes Tamás – riporter
- Dobó Enikő – Szellős Szimonetta
- Dobos Judit – Orsolya, Imi anyja
- Domonyi Amira – Marlenka barátnője
- Dzsupin Ibolya – Endrődi Lászlóné Marika
- Erdélyi Zoé – Szilvia kislánya
- Erős Antónia – önmaga
- Fábián Anita – Enikő
- Ferik Emőke – beteg
- Fon Gabi – igazgatóhelyettes
- Gaál Dániel – Goran sofőrje
- Gazdag Tibor – Kálmán ügyvédje
- Géczi Zoltán – pápa
- Gedeon Anna – vendég
- Gyurity István – Milos, szerb határőr
- Hans Peterson – Walter von der Vogelweide
- Harangozóné Sarolta – beteg
- Harmath Imre – Vallai Endre
- Harry Szovik – dartsozó
- Horváth Ákos – rendőr
- Horváth Elemér – önmaga
- Jancsó Dóra – nővér
- Janicsek Péter – miniszteri biztos
- Janisch Éva – Kapásné Ilonka
- Jávorszky Veronika – női vendég
- Jean-Marie Cador – francia vendég
- Jerger Balázs – darukezelő
- Józsa Bettina – műkincsvásárló / potenciális bérlő
- Juhász István – szerb nagykövet
- Kálid Artúr – Somboon herceg
- Kanalas Dániel – fogdaőr
- Kiss Attila – türelmetlen vendég, parkolóőr
- Korfanti Ferenc – keresőcsapat vezetője
- Kós Mátyás – újságíró
- Kosynus Tamás – befektető / Kálmán új ügyvédje
- Kovács Éva Rebecca – kórházi asszisztens
- Kovács S. József – Toma, fogdaőr
- Kulcsár Péter – szintis Árpi (2. évad)
- Maday Gábor – kárászi rendőrfőnök
- Maizác Fanni – Harangozó Ildikó
- Marjai Virág – panaszos vendég
- Marosvölgyi Előd – casino biztonsági őr
- Márton András Géza – riporter
- Medveczky Ilona – Lucia
- Megyeri Balázs Blaise – Kitty szeretője
- Mravinác Barna – casino biztonsági őr
- Mucsi Kristóf – civil ruhás rendőr
- Nagy Róbert – sejk
- Nyári Dia – Rebeka
- Novák Angéla – Edit
- Ozsgyáni Mihály – budapesti rendőr
- Őze Áron – bíró
- Qian Minxin – thai nagykövet
- Quintus Konrád – Klinghamer Pisti
- Radogna Melody – kismama
- Rékai Nándor – Végh Antal
- Román László – mentős
- Rudolf Teréz – idős néni
- Schneider Zoltán - Polgár Rudolf
- Szabó Gabi – kutatónő
- Szarvas Adrienn – Camilla
- Szemenyei János – Kapás Csaba
- Szigyártó Johanna – turista lány
- Szokol Péter – szintis Árpi (1. évad)
- Szőke Richárd – fuvaros
- Szűcs Sándor – Kerepesi Tóni
- Takátsy Péter – ügyész
- Tallós Rita – özvegy Urbánné
- Tarcsi Tamás – fegyveres
- Tasnádi Róbert – mentős
- Tonhauser László – futár
- Tóth Sándor – Oszkár
- Tóth Zsiga Nóra – recepciós
- Turi Bálint – Tóth Mátyás
- Turóczi Éva – idős néni
- Ullmann Ottó – Feri
- Valiszka László – vendég férfi
- Vanya Tímea – Kinga
- Vári Kálmán – tévés
- Vass József – részeg biciklis
- Vastag Péter – riporter
- Vasvári Emese – Borbála
- Winkler Tamás – férfi vendég
- Yan Jin – kínai nő
- Yu Debin – kínai utas

## Epizódok
| Évad | Évad | Részek száma | Részek száma | Eredeti sugárzás   | Eredeti sugárzás    | Eredeti adó |
| Évad | Évad | Részek száma | Részek száma | Évadbemutató       | Évadzáró            | Eredeti adó |
| ---- | ---- | ------------ | ------------ | ------------------ | ------------------- | ----------- |
|      | 1.   | 96           | 96           | 2022. december 27. | 2023. május 12.     |             |
|      | 2.   | 71           | 71           | 2024. május 21.    | 2024. augusztus 30. |             |

## A sorozat készítése
2022 júliusában több hírportál is megírta, hogy a Drága örökösökből folytatás készülhet. 2022 októberben Kolosi Péter a Big Picture konferencián hivatalosan is bejelentette a folytatást, ami a Drága örökösök – A visszatérés címet kapta. A következő hetekben kiderült, hogy a szereplők nagyrésze visszatér a folytatásra, kivéve Molnár Gusztáv, akit az alkoholproblémája és a rendőrségi ügye miatt nem vett vissza a csatorna. A budakeszi forgatási helyszínen, ahol korábban Ökorapátit átalakították Makosszállássá a Keresztanyu sorozathoz, most vissza kellett állítani az eredeti díszleteket, és az aszfaltozott utat ismét murva váltotta fel.

## Érdekességek
- Nemcsak a Drága örökösök, de a Keresztanyu című sorozat történetét is folytatja bizonyos szereplők esetében. Dóra Béla és Konfár Erik, akik a Keresztanyu állandó főszereplői voltak, a folytatásban visszatérnek a korábbi sorozatbeli szerepükben. Rajtuk kívül a Keresztanyu több színésze, úgy mint Hernádi Judit, Magyar Attila, Ganxsta Zolee és Józan László, szintén csatlakozott a folytatáshoz, noha ők már új karaktereket formálnak meg. Az átfedés a két sorozat között kölcsönös, hiszen a Drága örökösök befejezése után számos, a sorozatban megismert színész csatlakozott a Keresztanyu szereplőgárdájához.
- A sorozatban nem játszik az előző sorozatból ismert Lippai László (Benedek), mert időközben elhunyt, Pallagi Melitta (Palágyi Diána, a történet szerint Dia elhagyta Szlávent, és a testvéréhez, Lalihoz költözött ki Dániába), Tóth Judit és György István (Erzsike és Zeusz, a karakterei szintén elhunytak), illetve Molnár Gusztáv (Szláven), a rendőrségi ügyei miatt maradt ki az új sorozatból. A karakterek pótlására került be két új törzsvendég, Huzal és Csali Anikó kocsmájába, illetve Szilvia, az új postás.
- Kékesi Gábor korábbi karaktere a Drága örökösökben szintén udvarolt Stefinek (Kiss Anna Laura).
- Az 1. évad 1. részében Boglárka (Murányi Tünde) azt mondja Mónikának (Járó Zsuzsa), hogy “Idegállapotba jöttem Mónika”. Az RTL Mónika show című műsorában ez egy ikonikussá vált mondás.
- Az 1. évad 4. részében István atya (Dóczy Péter) azt mondja Zsuzsának (Vándor Éva), hogy "egy kis szíverősítő a vándornak". Ez utalás a színésznő vezetéknevére. Szintén ebben a részben Subicz János (Németh Kristóf) azt mondja, miután megtalálták az ellenőr szobájában a koronát tartalmazó képet, hogy "Ezek az ispánság után a királyságot is vissza akarják állítani.", amellyel a Magyarországon nemrég életbe lépett törvénymódosításokra tesz utalást.
- Az 1. évad 21. részében Tibi az ökörapáti rendőrökkel keresi az elveszett, ellopottnak hitt Tesláját. Korábban többször is jó látható volt az autó "NLE-304" rendszáma, de Török Zénó rendőr a paksi kollégáknak telefonon az "AA-HB-380" rendszámot mondja be.
- Az 1. évad 21. részében Tibi veszekedik a rendőrökkel: "Mégis milyen rendőrök maguk?....Ki volt a maguk kiképzője?" A rendőrök válasza: "Tomasevics Tivadar Makkosszállásról."  A Keresztanyu c. sorozatban Tibi, azaz Lengyel Ferenc alakította az emlegetett Tomasevics Tivadart.
- Az 1. évad 22. részében Nusika, Tamás és Tibor a Keresztanyu c. sorozat egyik részét nézik, amikor utalást tett Tivadarra, hogy végleg ki akarják írni a sorozatból. Ez egy utalás arra, hogy Tomasevics Tivadar szintén Lengyel Ferenc, míg Ludmillát Hernádi Judit alakította a sorozatban. A Keresztanyut szintén az RTL mutatta be. Ez amúgy egyben egy érdekes baki is, hiszen a Drága Örökösök univerzumában a Keresztanyu ugyanúgy egy tévésorozat, mint a való életben és a szereplőinek csak karaktereknek kellene lenniük, ellenben Imi és Zénó "valós személyekként" léteznek Ökörapátin.
- Az 1. évad 39. részében, amikor Tibi és Sándor összeverekednek, Sándor folyamatosan Tibi nevét kiabálja, mire ő azt feleli: "Ne Tibizz!". Ezzel az Üvegtigris 2. egyik jelenetére utal, amelyben a Sándort alakító Hajdu Steve mondja ugyanezt a mondatot.
- A 2. évad 11. és 15. részeinek címe (Macskafogó és Szakíts, ha bírsz!) hasonlít az 1986-os magyar animációs film és a 2006-os amerikai romantikus filmvígjáték címeíre.
- A 2. évad 22. részében Icuka azt feleli: "Enyje! Hát úgy nézek én ki, mint a Dévényi Tibi bácsi?", "Ez akkor sem a Három kívánság!".  Ezzel utalva Dévényi Tiborra és a Három kívánság című műsorra, amit 1989 és 1999 között a Magyar Televízió sugárzott, majd 19 évvel később rádióműsorként tért vissza, amely 2018 óta jelenleg az országos Retro Rádióban hallható szombat esténként (korábban 2018-tól 2020-ig 10:00 és 13:00 között).
- A 2. évad 25.részében Zsóka (Kocsis Judit) a Konyhafőnök című gasztro reailty egyik adását nézi. Ez egy utalás arra, hogy a Konyhafőnök ugyanúgy RTL gyártású műsor (amit az RTL és az RTL Otthon mutatta be), mint a sorozat.
- A 2. évad 26. részében Kasztner Tamás (Mohai Tamás) a sorozat főcímdalát énekli, miközben Zsókáék megpróbálják elüldözni a Szappanos családot Ökörapátiból.
- A 2. évad 34. részében Horváth Attila (Haagen Imre) azt feleli, miután belép a Horgászboltba: "Bezár a badár Sándor!". Utalást tesz Badár Sándor humoristára, és a Marsra magyar! c. sorozat egyik színészére, aki Maró Sándort alakítja.
- A 2. évad 56. részében Subicz János (Németh Kristóf) A mi kis falunk címét említi a falu lakóinak. A mi kis falunk ugyanúgy RTL-es sorozat, amely egy epizódszerep erejéig Németh Kristóf is szerepelt a sorozatban, aki önmagát alakította.
- A 2. évad 57. részében Icuka (Csonka Ibolya) a következő szavakat teszi hozzá: A pisztácia kifogyott, csokoládé meg nem is volt! Utalva az ...és megint dühbe jövünk című film beszólására.[9]
- A 2. évad 60. részének címe (Bye Bye Szása) hasonlít a Pa-dö-dő zenéjének címére.